# Compsognathus
Compsognathus (Grčki kompsos/κομψος; "elegantan", "prefinjen" ili "osjetljiv" i gnatos/γναθος; "čeljust") bio je maleni dvonožni teropod mesožder. Bio je veličine purana i živio je prije oko 150 milijuna godina u periodu kasne jure u današnjoj Europi. Paleontolozi su pronašli dva dobro očuvana fosila, jedan u Njemačkoj 1850-ih, a drugi u Francuskoj više od jednog stoljeća kasnije. Danas je jedina priznata vrsta C. longipes, iako su se nekada veći primjerci iz Francuske smatrali kao ostaci druge vrste C. corallestris.
Mnoge prezentacije još uvijek opisuju Compsognathusa kao dinosaura veličine kokoši zbog malene veličine njemačkog primjerka, za kojeg se sada smatra da je bio mlađi oblik primjerka iz Francuske. Compsognathus je jedan od rijetkih dinosaura za koje se sigurno zna čime su se hranili: ostaci malenih okretnih guštera očuvani su u stomacima oba primjerka. Zubi pronađeni u Portugalu možda su daljnji fosilni ostaci ovog roda.
Iako kao takav nije priznat u vrijeme kada je otkriven, Compsognathus je bio prvi teropodni dinosaur poznat iz dovoljno potpunog skeleta. Do 1980-ih i 1990-ih, Compsognathus je bio najmanji poznati dinosaur i najbliži srodnik Archaeopteryxa. Prema tome, ovaj rod je jedan od rijetkih koji su vrlo poznati izvan paleontoloških krugova.

## Opis
Desetljećima se Compsognathus prikazivao kao najmanji poznati dinosaur; pronađeni primjerci bili su dužine oko 1 metra. Međutim, dinosauri otkriveni poslije, ka što su Caenagnathasia, Microraptor i Parvicursor bili su još i manji. Za najveći primjerak procijenjeno je da je težio između 0,83 i 3,5 kg.
Compsognathus je bio malena, dvonožna životinja s dugim zadnjim nogama i još dužim repom koji je koristio za održavanje ravnoteže tijekom pokretanja. Prednji udovi bili su manji nego zadnji s tri prsta opremljena solidnim pandžama za hvatanje plijena. Njegova delikatna lubanja bila je duga i uska, s kupastom njuškom. Postojalo je pet parova otvora u lubanji, od kojih je najveći bio očna šupljina. Oči su bile velike u poređenju s ostatkom lubanje.
Donja čeljust bila je tanka i nije imala otvore koji su uobičajeni kad arhosaura. Zubi su bili maleni ali oštri, pogodni za ishranu malenim kralješnjacima i moguće drugim malenim životinjama, kao što su kukci. Zubi smješteni potpuno sprijeda nisu bili nazubljeni, za razliku od onih dalje nazad u čeljusti. Znanstvenici su koristili te zubne osobine za identificiranje Compsognathusa i njegovih najbližih srodnika.

## Otkriće i vrste
Compsognathus je poznat od dva gotovo potpuna skeleta, jednog iz Njemačke (dužine 89 cm) i jednog iz Francuske (125 cm). Ljekar i skupljač fosila Joseph Oberndorfer otkrio je njemački primjerak (BSP AS I 563) u Solnhofenskom vapnencu u regiji Riedenburg-Kelheim u Bavarskoj tijekom 1850-ih. U vapnencu područja Solnhofen također su pronađeni dobro očuvani fosili Archaeopteryxa s otiscima perja i neki pterosauri s otiscima krilnih membrana. Johann A. Wagner je nakratko diskutirao taj primjerak 1859. godine, kada je i smislio naziv Compsognathus longipes, a detaljno ga je opisao 1861. godine. U ranoj 1868. godini Thomas Huxley je usporedio te dvije vrste i zaključio je da je, osim po rukama i perju, skelet Archaeopteryxa bio vrlo sličan onome Compsognathusa, a da je praptica bila u srodstvu s dinosaurima. Othniel Marsh je 1896. godine priznao fosil kao pravog pripadnika Dinosauria. John Ostrom je ovu vrstu temeljito opisao 1978. godine, što ga je učinilo jednim od najpoznatijih malenih teropoda tog vremena.
Veći francuski primjerak (MNHN CNJ 79) je otkriven 1971. godine u vapnencu Canjuersa blizu Nice na jugoistoku Francuske. Iako je ovaj primjerak Bidar isprva opisao kao drugu vrstu (Compsognathus corallestris), Michard i drugi ga od tada označavaju kao drugi primjer vrste Compsognathus longipes. Quimby je identificirao manji njemački primjerak kao mladunca iste vrste. Muséum national d'histoire naturelle u Parizu je 1983. godine uzeo francuski fosil Compsognathusa; Michard ga je tamo detaljno istražio. Znanstvenici su prije toga identificirali nepotpuno stopalo (također iz Solnhofena) kao fosil Compsognathusa, ali je jedno istraživanje poslije to pobilo. Zinke je pripisao zube iz formacije Guimarota (Portugal) ovom rodu.

## Klasifikacija
Po Compsognathusu je nazvana i porodica Compsognathidae, koja se većinom sastoji od malenih dinosaura iz perioda kasne jure i rane krede, iz Kine, Europe i Južne Amerike. Dugo vremena je bio jedini poznati primjerak; međutim, u nekoliko prošlih desetljeća pronađeno je nekoliko srodnika. U kladus spadaju i Aristosuchus, Huaxiagnathus, Mirischia, Sinosauropteryx i možda Juravenator i Scipionyx. Jedno vrijeme je i Mononykus bio predložen za pripadnika porodice, ali su to Chen i koautori odbili u svom članku iz 1998. godine; smatrali su sličnosti između Mononykusa i drugih kompsognatida primjerom konvergentne evolucije. Pozicija roda Compsognathus i njegovih srodnika unutar Coelurosauria nije poznata. Neki, poput eksperta za teropode Thomasa Holtza mlađeg i koautora Ralpha Molnara i Phila Curriea u tekstu Dinosauria, smatraju tu porodicu kao najbazalniju među celurosaurima, dok je drugi smatraju dijelom Maniraptora.

## Paleoekologija
Tijekom kasne jure Europa je bila suh, tropski arhipelag na rubu Tetis mora. Fini vapnenac u kojem su pronađeni skeleti Compsognathusa potiče od kalcita iz školjaka morskih organizama. I područja Solnhofen i Canjuers gdje su Compsognathusi očuvani bili su lagune između plaža i koraljnih grebena tadašnjih otoka koji su sačinjavali Europu, i Tetis mora. U isto vrijeme su živjeli i Archaeopteryx i pterosauri Rhamphorhynchus i Pterodactylus. Isti sedimenti u kojima je očuvan Compsognathus sadrže i fosile velikog broja morskih životinja poput riba, ljuskara, bodljikaša i morskih školjaka, što potvrđuje da je on živio u obalnom staništu. Nije pronađen niti jedan veći dinosaur od Compsognathusa koji je živio na tom prostoru u to vrijeme, što možda znači da je on bio glavni kopneni grabežljivac na tim otocima.

## Paleobiologija
U istraživanju koje su 2001. godine proveli Bruce Rothschild i drugi paleontolozi, pregledano je 9 kostiju stopala Compsognathusa, ali ni na jednom nisu pronađeni tragovi loma.

### Ruka
Primjerak otkriven u Njemačkoj u 19. stoljeću imao je samo dva prsta na rukama, što je navelo znanstvenike da zaključe da je tako i izgledao. Međutim, fosil otkriven poslije u Francuskoj imao je tri prsta na ruci, slično drugim pripadnicima porodice kompsognatida. U fosilizaciji njemačkog primjerka jedan prst se jednostavno nije uspio očuvati. Bidar je pretpostavio da je francuski primjerak imao prednja stopala povezana kožicom, koja bi mu služila kao peraja. L. B. Halstead u svojoj knjizi The Evolution and Ecology of the Dinosaurs (1975.) prikazuje ga kao vodozemnu životinju koja se hrani vodenim životinjama i može otplivati od većeg grabežljivca. Ostrom je pobio ovu hipotezu konkluzivno pokazujući da je francuski primjerak bio gotovo potpuno isti francuskom osim po veličini. Peyer je potvrdio taj zaključak.

### Ishrana
Ostaci guštera u grudnoj šupljini njemačkog primjerka pokazuju da se Compsognathus hranio maleni kralješnjacima. Marsh, koji je pregledao taj primjerak 1881. godine, smatrao je da je maleni skelet unutar stomaka Compsognathusa bio embrij, ali je 1903. godine Franz Nopcsa zaključio da je u pitanju gušter. Ostrom je identificirao skelet kao ostatke guštera iz roda Bavarisaurus, za kojeg je zaključio da je bio brz i okretan trkač s obzirom na proporcije nogu i repa. To je, opet, navelo na zaključak da je Compsognathus imao odličan vid i bio sposoban za veliko ubrzanje kako bi sustigao guštera. Fosil Bavarisaurusa je u jednom komadu, što znači da ga je Compsognathus progutao cijelog. U stomaku francuskog primjerka nalaze se skeleti neidentificiranih guštera ili sfenodontida.

### Moguća jaja
Znanstvenici su iskopali jaja blizu njemačkog primjerka Compsognathusa, veličine 10 mm u dijametru. Friedrich von Huene ih je 1901. godine proglasio dermalnim okoštanjima. Griffiths ih je 1993. godine opisao kao jaja u ranom stadiju razvoja. Međutim, istraživači su poslije sumnjali u to da pripadaju Compsognathusu zato što su bila pronađena izvan stomačne šupljine primjerka. Jedan dobro očuvan fosil Sinosauropteryxa, roda u bliskom srodstvu s Compsognathusom, pokazuje dva jajovoda u kojima su se nalazila dva nesnesena jaja. Ta proporcionalno veća i manje brojna jaja Sinosauropteryxa bacila su još sumnje na originalnu identifikaciju jaja Compsognathusa.

### Otisci kože i veza s pticama
Gotovo cijelo jedno stoljeće Compsognathus je bio jedini poznati maleni teropod. To je dovelo do poređenja s Archaeopteryxom i sugestija da je u srodstvu s pticama. Zapravo je Compsognathus, a ne Archaeopteryx, izazvao interes u porijeklo ptica kod Huxleya. Te dvije životinje imaju mnoge sličnosti u obliku, veličini i proporcijama tijela; toliko je mnogo sličnosti da je jedan skelet Archaeopteryxa (kojem perje nije bilo očuvano) mnogo godina smatran fosilom Compsognathusa. Mnogi drugi dinosauri kao što su Deinonychus, Oviraptor i Segnosaurus se sada također smatraju bliskim srodnicima ptica.
Neki srodnici Compsognathusa, naime Sinosauropteryx i Sinocalliopteryx, očuvani su s otiscima jednostavnog perja koje ih je pokrivalo kao perje, što je neke znanstvenike potaklo da predlože da je i Compsognathus bio pokriven perjem na sličan način. Kao posljedicu toga, mnogi ga na crtežima prikazuju s primitivnim protoperjem. Međutim, nikada nije pronađen fosil Compsognathusa s perjem, za razliku od Archaeopteryxa, koji je pronađen u istim sedimentima. Karin Peyer je 2006. godine prijavila otiske kože očuvane sa strane repa, počevši od 13. repnog kralješka. Otisci su pokazivali malene kvrgave tuberkule, slično krljuštima pronađenim na repu i nogama Juravenatora. Von Huene je i prije prijavio krljušti u abdominalnoj regiji njemačkog primjerka, ali je Ostrom poslije pobio tu interpretaciju.
Kao Compsognathus, a za razliku od Sinosauropteryxa, jedno mjesto fosilizirane kože s repa i zadnjih udova kod Juravenatora pokazuje uglavnom krljušti, iako postoje neke indikacije da je i jednostavno perje također bilo prisutno na tom području. To možda znači da pokrivenost perjem nije bila sveprisutna kod ove grupe dinosaura.

## U popularnoj kulturi
Compsognathus se često prikazuje u dječjim knjigama o dinosaurima. Dugo je vremena bio jedinstven po svojoj malenoj veličini, jer je većina drugih dinosaura manjih od njega otkrivena tek nakon jednog stoljeća ili više.
Pojavio se u filmovima Jurski park: Izgubljeni svijet i Jurski park 3. U prvom, jedan od likova u filmu ga netočno identificira kao "Compsognathus triassicus", kombinirajući naziv roda Compsognathus s drugim dijelom naziva vrste Procompsognathus triassicus, s kojom je bio u dalekom srodstvu i koja je također prikazana u romanima Jurski park. Compsognathusi su prikazani kao društvene životinje koje love u čoporima, što ih čini sposobnima za ubijanje plijena veličine čovjeka. Takvo ponašanje izmislili su stvaraoci Jurskog parka jer ne postoje dokazi takvog ponašanja u fosilnim nalazima kod Compsognathusa (niti Procompsognathusa).

## Vanjske poveznice
- Compsognathus na DinoData
- Compsognathidae na Palaeos.com